# Olivér Halassy
Oliver Halasy (Budapest, 31 de julio de 1909 † 10 de septiembre de 1946, Budapest) fue un jugador húngaro de waterpolo.

## Biografía
Oliver Halasy perdió su pie izquierdo en su juventud en un accidente de coche, sin embargo llegó a ser considerado uno de los mejores jugadores de waterpolo de la década de 1930.
Murió tras ser disparado por un soldado ruso en 1946 cuando volvía a su casa en taxi. Días después de su funeral su esposa dio a luz a su tercer hijo.

## Títulos
Como jugador de waterpolo de la selección de Hungría
- Oro en los juegos olímpicos de Berlín 1936.
- Oro en los juegos olímpicos de Los Ángeles 1932.
- Plata en los juegos olímpicos de Ámsterdam 1928.